# Катастрофа Beechcraft 99 в Мэне
Катастрофа Beechcraft 99 в Мэне — авиационная катастрофа, произошедшая 25 августа 1985 года. Пассажирский самолёт Beechcraft 99 (бортовой номер N300WP) авиакомпании Bar Harbor Airlines выполнял плановый внутренний рейс 1808 по маршруту Бостон — Бангор с промежуточными посадками в Оберне, Уотервилле, Огасте. Полёт проходил ночью, в сложных погодных условиях. Во время последнего этапа захода на посадку в аэропорте Оберн-Льюистон самолёт столкнулся с деревьями, в результате чего он упал на землю и сгорел в одном километре от взлетно-посадочной полосы. Погибли все члены экипажа и все 6 пассажиров, среди которых были 13-летняя Саманта Смит, прославившаяся во время своего визита в СССР в 1983 году, и её отец Артур Смит.
В советской прессе выдвигались версии катастрофы, которые были связаны с международной миротворческой деятельностью Саманты Смит, так, в частности, заявлялось, что авиационная катастрофа могла быть спланирована ЦРУ. Национальный совет по безопасности на транспорте  30 сентября 1986 года выпустил отчёт о расследовании авиакатострофы. Вероятной причиной были названы ошибки пилотирования: пилот, управлявший самолётом по приборам, опустил его ниже посадочной глиссады и не стал при этом уходить на второй круг, что и привело к столкновению с препятствием. Обстоятельством, ухудшившим положение, стало нарушение работы наземного радара.